# Raúl Pavón Sarrelangue
Raúl Pavón Sarrelangue (1928-2008) es un ingeniero y compositor mexicano. Pionero de la música electrónica en América Latina. Estudió guitarra con Andrés Segovia y música electroacústica en Milán y Colonia. Trabajó en nuevos diseños para la construcción de guitarras y sintetizadores. En 1970, con Héctor Quintanar, fundó el primer laboratorio de música electrónica de México e Iberoamérica. Dirigió este laboratorio y enseñó composición y música electrónica durante varios años, primero en el Centro de Investigación y Documentación Musical Carlos Chávez (CENIDIM), y luego en el Conservatorio Nacional de Música. Compuso un amplio repertorio de obras presentadas en festivales internacionales de música contemporánea. Destacan Imitativos (1973), Suite icofónica (1983), Fantasía creacionista (1985), Fantasía de la muerte (1987), Fantasía abstracta (1989) y las demás piezas audiovisuales de la serie denominada "Icofón" por el propio compositor, en las que la música electrónica es acompañada por imágenes de osciloscopio correspondientes a los sonidos que se escuchan. Es autor de La electrónica en la música y en el arte (CENIDIM, Ciudad de México, 1981), primer libro publicado en español sobre el tema, y dado que el opúsculo de Carlos Chávez, Hacia una nueva música: música y electrónica, había sido publicado originalmente en inglés con el título Towards a New Music: Music and Electronics (W. W. Norton, Nueva York, 1937), editado en español por El Colegio Nacional, Ciudad de México, hasta 1992.